# Гилман, Бенджамин Ивс
Бенджамин Ивс Гилман (англ. Benjamin Ives Gilman; 19 февраля 1852, Нью-Йорк — 18 марта 1933, Бостон) — куратор и секретарь Бостонского музея изящных искусств (1893−1925), теоретик музейного дела начала XX века, придерживался эстетического подхода к пониманию художественного музея, занимался вопросами улучшения музейного опыта для посетителей. Он выступал за экспонирование оригинальных произведений искусства и ввел практику, когда специально обученные люди (доценты) помогали посетителям приобщаться к искусству.

## Биография
Бенджамин Ивс Гилман родился в Нью-Йорке в 1852 году в семье состоятельного банкира. Он учился в Уильямс-колледже, но из-за проблем со здоровьем был вынужден прервать обучение на некоторый срок. В 1880 году он получил степень магистра.
В 1881 году он поступил на докторскую программу в Университет Джонса Хопкинса в качестве студента философии, сосредоточившись на изучении математики и логики под руководством знаменитого философа, одного из создателей семиотики, Чарльза Сандерса Пирса. Затем Гилман продолжил своё образование в Гарвардском университете на философском факультете, став учеником Уильяма Джеймса. Так его новой областью научных интересов стала психология, а затем и эстетика. Он занимался эстетикой музыки, изучал и записывал музыку коренных американцев, читал лекции.
В 1892 году Гилман стал преподавателем психологии в Университете Кларка. Там он читал курс «Психология боли и удовольствия».

### Музейная карьера
В 1893 году Гилман был нанят в качестве куратора и библиотекаря в Музей изящных искусств в Бостоне. С этим музеем будет связана и вся дальнейшая жизнь учёного. В 1894 году он станет секретарем музея и пробудет на этой должности вплоть до своей отставки в 1925 году. В 1913—1914 годах Гилман был президентом Американской ассоциации музеев.
Впервые достаточно полно музейные взгляды Гилмана были сформулированы в статье «Цели и принципы создания и управления Музея изящных искусств», опубликованной в 1909 г. в английском «Музейном журнале», официальном органе Музейной ассоциации. Там он выводит основные принципы, на которых должен основываться художественный музей: 1) архитектура музейного здания должна быть нейтральной и не отвлекать внимание посетителей от выставляемых предметов; 2) экспозиционное пространство должно делиться под двухчастному принципу: в одной части выставляются наиболее значимые предметы (шедевры) для всеобщего созерцания, в другой — демонстрируются остальные части коллекции для изучения специалистов (рядом должны располагаться библиотека и комнаты для занятий; 3) организация экспозиции должна строится исходя из принадлежности предметов определённым художникам, школам или эпохам; 4) копии должны выставляться отдельно от подлинных предметов; 5) музеи должны вести активную работу по взаимодействию с посетителями: привлечение, обеспечение понятной интерпретации своих коллекций, оказание помощи учащимся и учителям. Позже, в 1918 году, эти идеи были развиты в книге «Цели и метод идеального музея».

## Эстетический подход к музеям
На рубеже XIX—XX веков в американском музейном сообществе чётко обозначаются два противоположных друг друга подхода к определению целей и задач музеев — эстетический и прагматический. Сторонники первого из них (Б. И. Гилман) смотрели на музей как на «храм искусств», при посещении которого человек должен получать эстетическое удовольствие; они провозглашали красоту искусства в противовес «материализму индустриальной эпохи». Представители прагматического подхода (Дж. Б. Гуд) утверждали, что музей должен выполнять свои главные функции — просвещать и воспитывать граждан демократического общества.
Гилман как главный представитель эстетического подхода настаивал, что художественный музей «прекрасен сам по себе», произведения искусства попадают в музеи в первую очередь в силу своих эстетических качеств, потому назначение музея по Гилману состоит в обеспечении условий для познания через чувственное восприятие, через созерцание произведений искусства, которые воздействуют на посетителей своей формой и содержанием. Однако на первый план выступает не передача конкретных знаний и точных фактов, а интерпретация, так как произведения искусства в первую очередь являются предметами эстетическими, а не дидактическими. Назначение произведений искусства в музее — способствовать переживанию прекрасного, получению эстетического наслаждения, чувства «секулярной благодати», которое возможно получить лишь в нейтральном, лишенном контексте пространстве музея. Такие эстетические взгляды Гилмана сходятся с идеями формализма, получившими своё развитие в первой пловине XX века.

### Взгляд на образовательную деятельность музеев
Своё мнение относительно просветительской функции художественного музея Гилман сформулировал так: «Там, где начинается сфера образования, там кончается сфера искусства». Однако это не означало полный отказ от образовательной деятельности музея, а скорее подчеркивало существенное различие между музеями науки и искусства. Гилман допускал в музее присутствие педагогов, проводивших музейные занятия и экскурсии и помогавших посетителям интерпретировать произведения искусства. Для такой должности, объединявшей задачи экскурсовода и учителя, Гилман использовал специальный термин — «доцент» («docent»). В 1906 году Гилман стал инициатором проведения первых экскурсий и лекций в Бостонском музее изящных искусств. Значительное внимание уделял он и экспозиционному этикетажу: Гилман лично правил текст информационных панелей, размещавшихся на экспозиции, следил за тем, чтобы они располагались на удобной для чтения высоте и были напечатаны крупным шрифтом. Он же ввел термин «музейная усталость» — состояние физической и умственной усталости, вызванной просмотром музейных экспонатов. Для Гилмана был важен комфорт посетителя музея. В связи с этим он провел исследование того, какие позы принимают посетители, пытаясь прочесть этикетки и рассмотреть предметы в витринах. Для этого он сфотографировал и проанализировал все возможные позы.

## Публикации
- «Operations in Relative Number with Applications to the Theory of Probabilities», Studies in Logic (1883), C. S. Peirce, ed., pp. 107—125.
- Gilman B.I. "Syllabus of Lectures on the Psychology of Pain and Pleasure, " The American Journal of Psychology 6, no. 1 (1893)
- Manual of Italian Renaissance Sculpture (1904).
- Gillman B.I. Museum Ideals of Purpose and Method. Cambridge, 1918.
- Gillman B.I. Aims and Principles of the Construction and Management of Museums of Fine Art // Museum Studies. An Anthology of Contexts / Ed. by B. Messias Carbonell. Malden; Oxford; Carlton, 2004. P. 419—429.